# Cray
Cray Inc. (NASDAQ: Cray) este un producător de supercomputere cu sediul în Seattle, Washington. Predecesorul companiei, Cray Research, Inc (CRI), a fost fondată în 1972 de către designerul de calculatoare Seymour Cray. 
1. ↑  GRID, accesat în 25 iunie 2020